# Plebiscito constitucional de Uruguay de 1950
El 26 de noviembre de 1950 se realizó un plebiscito constitucional en Uruguay, junto a las elecciones generales. Las enmiendas propuestas para la constitución fueron rechazadas con el 99.74% de los votos.

## Resultados
| Opción                             | Votos     | %     |
| ---------------------------------- | --------- | ----- |
| A favor                            | 2,128     | 0.26  |
| En contra                          | 826,375   | 99.74 |
| Total                              | 828,403   | 100   |
| Votantes Registrados/participación | 1,168,206 | 70.91 |
| Fuente: Democracia Directa         |           |       |